# Vic Mignogna
Victor Joseph Mignogna (Greensburg, 27 agosto 1962) è un doppiatore e musicista statunitense.
Ha dato voce a diversi personaggi di anime, ed in particolare è ricordato per dare la voce a Edward Elric in Fullmetal Alchemist, Fullmetal Alchemist: Brotherhood, OAV di Fullmetal Alchemist e Fullmetal Alchemist - The Movie: Il conquistatore di Shamballa.
Altri ruoli da lui interpretati sono Broly in Dragon Ball Z, Ikkaku Madarame in Bleach, Luciano Bradley in Code Geass: Lelouch of the Rebellion R2 e Nezumi in One Piece (ridoppiaggio). È inoltre il doppiatore del Pokémon leggendario Keldeo nel film Il film Pokémon - Kyurem e il solenne spadaccino.
Vic ha anche diretto un episodio della serie creata dai fan di Star Trek (i trekker) Star Trek: Phase II. L'episodio in questione è l'ottavo, Kitumba.
Dal 2012 collabora come scrittore e attore al progetto StarTrekContinues.

## Controversie

### Accuse di molestie sessuali
Dopo la première del film Dragon Ball Super: Broly, che evidenzia in modo evidente il lavoro vocale di Mignogna, tali accuse di molestie sessuali sono iniziate contro di lui, con alcune accuse risalenti al 1989. Numerosi utenti hanno sostenuto che Mignogna abbia baciato, tentato e fatto commenti indesiderati ai fan senza il loro consenso, alcuni dei quali erano minorenni. Le doppiatrici Monica Rial e Jamie Marchi hanno espresso il loro sostegno per le persone che hanno parlato e hanno apertamente affermato di essere state molestate sessualmente da Mignogna.
Il 22 gennaio 2019, Tammi Denbrow, direttore esecutivo delle relazioni con i dipendenti di Sony Pictures, ha avviato un'indagine basata sulle relazioni fatte da Rial, due fan e un ex dipendente di Funimation, che ha concluso il caso il 29 gennaio, quello stesso anno e di conseguenza la risoluzione del contratto di Mignogna. Il 5 febbraio 2019, Rooster Teeth, creatori della serie animata RWBY, interruppe i loro rapporti commerciali con Mignogna, e Funimation ha rifatto il ruolo di Mignogna nell'esecutivo in Mononokean l'imbronciato. Successivamente, Funimation ha confermato pubblicamente di aver concluso i legami professionali con Mignogna l'11 febbraio 2019. In risposta alla controversia, Mignogna ha categoricamente negato qualsiasi accusa di molestie sessuali. Tuttavia, diverse convention sugli anime hanno rimosso Mignogna dalla lista degli ospiti. 
Mignogna ha rilasciato scuse durante il suo panel a Bak-Anime 2019 e di nuovo via Twitter il 13 febbraio 2019. Dalla risoluzione del contratto, i loro fan, che hanno espresso il loro supporto e raccolto oltre $ 236.000 in GoFundMe per fondi legali. Il conto GoFundMe è stato aperto dall'avvocato Nick Rekieta, che ha aiutato Mignogna ad acquisire Ty Beard come suo avvocato difensore. Il 20 febbraio 2019, Mignogna ha confermato su Twitter che stava portando avanti un'azione legale. Il 19 aprile 2019, Mignogna lanciò una causa da un milione di dollari contro Funimation, Rial, Marchi e Ronald Toye per diffamazione e interferenze nei contratti esistenti e nei futuri rapporti commerciali. Funimation ha presentato una risposta il 12 giugno 2019, negando le accuse di Mignogna.
Il 26 giugno dello stesso anno, Mignogna fu depositata. Funimation ha quindi presentato una mozione anti-SLAPP il 1 ° luglio 2019 per Mignogna per respingere la sua causa. Rial, Marchi e Toye hanno presentato lo stesso il 19 luglio 2019, con 10 dichiarazioni giurate, comprese quelle di Kara Edwards e Michele Specht, così come diverse accuse di aver fatto avanzamenti indesiderati verso Mari Iijima. Il 30 luglio 2019, i due fan hanno presentato un'altra dichiarazione giurata dall'indagine di Funimation. 
Il team Mignogna doveva presentare una risposta prima del 30 agosto 2019, ma Ty Beard non ha rispettato la scadenza per 27 minuti, citando problemi tecnici, quindi ha inviato un avviso di ritiro e reinvio delle dichiarazioni giurate il 2 Settembre a causa di "difetti di forma". Una delle dichiarazioni giurate includeva una testimonianza di Chuck Huber. Il team di difesa legale ha chiesto sanzioni per sospetto che le dichiarazioni giurate fossero legalmente autenticate. Di conseguenza, Mignogna ha ricevuto un ordine del tribunale di comparire all'udienza prevista per il 6 settembre 2019 con l'intenzione di considerare le mozioni anti-SLAPP dell'imputato, ma alla fine non ha partecipato. Durante l'udienza, 7 dei 12 casi, in particolare contro Marchi, sono stati archiviati e Mignogna ha dovuto pagare tutte le sue spese legali, con un'altra decisione prevista in 30 giorni. Il 17 settembre 2019, il giudice John Chupp ha ordinato a entrambe le squadre legali di mediare prima del 3 ottobre 2019 e avrebbe deciso su tutti gli ordini pendenti se la mediazione non avesse avuto successo. Il 4 ottobre 2019, il giudice Chupp ha annunciato che i casi rimanenti erano stati archiviati. Mignogna ha presentato ricorso il 24 ottobre 2019, con un'audizione fissata per il 21 novembre 2019. Successivamente, il giudice Chupp ha stabilito che Mignogna ha dovuto pagare $ 223.042,42 per le spese legali dell'avvocato.